# Taxila berthae
Taxila berthae är en fjärilsart som beskrevs av Hans Fruhstorfer 1904. Taxila berthae ingår i släktet Taxila och familjen Riodinidae. Inga underarter finns listade i Catalogue of Life.